# 盖伊·吕宋
蓋伊·盧桑（拉丁字母：Guy Luzon，1975年8月7日—）是一名以色列前足球運動員，其後轉任領隊，曾分別執教特拉維夫夏普爾﹑以色列U21﹑標准列日和查爾頓。

## 生平
盧桑轉任領隊的早年主要任教國內球隊，曾領導母會佩塔提克瓦马卡比（Maccabi Petah Tikva）奪得聯賽亞軍；2013年盧桑帶領以色列U21參賽在本土舉行的歐洲U-21足球錦標賽，惟於分組賽出局。
2013年夏季盧桑首度出國，加盟老牌比甲球會標准列日，首年在常規賽取得首名，30場賽事僅失17球，是比甲轉制後的最低紀錄，當中更有18場没有失球，但經歷冠軍季後賽後，僅以兩分不及安德列治屈居亞軍，仍爭取到歐聯參賽的入場劵。
但翌年形勢急轉直下，歐聯外圍賽第三圈雖然淘汰彭拿典奈高斯，於附加賽不敵辛尼特出局轉戰歐霸盃。惟國內聯賽成績大滑坡，僅排第12位。2014年10月19日主場對包尾的威爾郡，不滿的球迷於開賽不久已展開抗議，當球隊以1-2敗陣後，憤怒的球迷向後備席投擲火箭和球場座椅，翌日球會宣佈辭退盧桑。
2015年1月13日，由標准列日東主罗兰·迪沙特莱擁有的英冠球會查爾頓於解雇（Bob Peeters）後，聘任盧桑接掌帥印，簽約至2015/16球季季末，1月22日，新上任的盧桑獲發工作證可以正式執教。臨危受命的盧桑終能帶領查爾頓成功保級，以第12位結束球季。
2015年10月24日，球隊最近9戰7負並落入降班區域，盧桑被查爾頓撤除職務。

## 榮譽

### 球員
- 以色列托托杯冠軍（1）：1994/95年

### 領隊
- 以色列托托杯冠軍（1）：2003/04年
- 以色列足球超级联赛亞軍（1）：2004/05年
- 以色列国家杯亞軍（1）：2010年
- 比利時足球甲級聯賽亞軍（1）：2013/14年

## 外部連結
- Profile （页面存档备份，存于） at Worldfootball.net